# Vezina Trophy

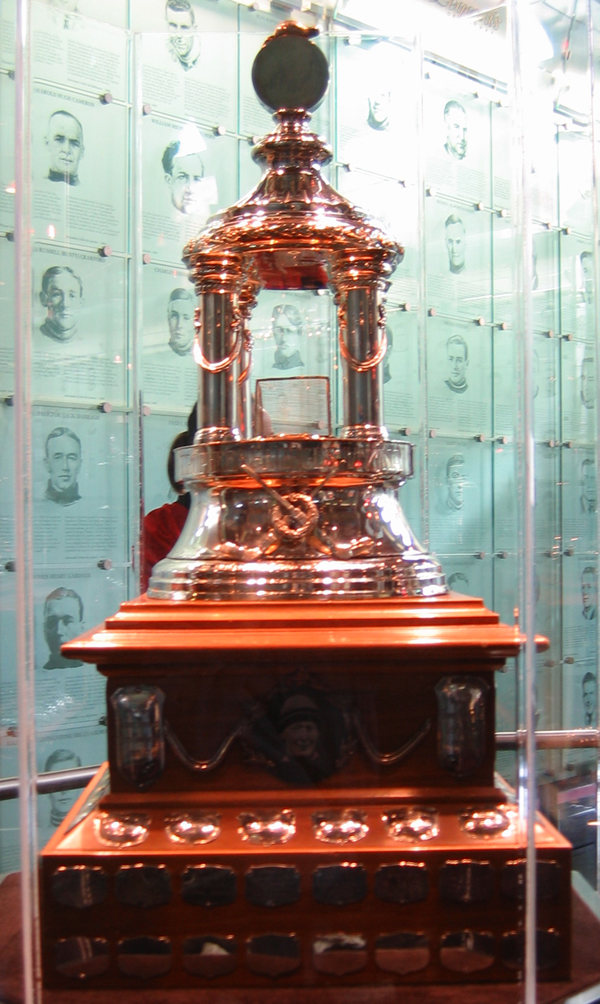
Vezinova trofej, vystavená v hokejové síni slávy.

Vézina Trophy/Trophée Vézina (česky Vezinova trofej je třetí nejstarší udělovaná individuální trofej v zámořské NHL. V roce 1926 tři majitelé klubu Montreal Canadiens – Louis Letourneau, Leo Dandurand a Joe Cattarinich věnovali tuto trofej zesnulému brankáři svého klubu Georgesovi Vezinovi. V té době byla trofej udělována brankáři, který chytal v týmu, jenž inkasoval nejméně branek za splnění podmínek o minimálním počtu odehraných zápasů (Tento počet zápasů se v průběhu historie NHL měnil), což znamená, že pokud dva brankáři v týmu s nejméně obdrženými brankami odehráli stanovený minimální počet zápasů, tak trofej získali oba dva. V sezóně 1981 – 1982 byla stanovena nová pravidla a díky nim dnes volí gólmana, který převezme trofej, svými hlasy generální manažeři všech klubů NHL. Původní stanovy Vezinovy trofeje od té doby převzala nová trofej - William M. Jennings Trophy.

## Vícenásobní držitelé
| Hráč              | Klub                  | Počet | Rok                                      |
| ----------------- | --------------------- | ----- | ---------------------------------------- |
| Jacques Plante    | Montreal Canadiens    | 7x    | 1956, 1957, 1958, 1959, 1960, 1962, 1969 |
| Dominik Hašek     | Buffalo Sabres        | 6x    | 1994, 1995, 1997, 1998, 1999, 2001       |
| Martin Brodeur    | New Jersey Devils     | 4x    | 2003, 2004, 2007, 2008                   |
| Patrick Roy       | Montreal Canadiens    | 3x    | 1989, 1990, 1992                         |
| Ed Belfour        | Chicago Blackhawks    | 2x    | 1991, 1993                               |
| Tim Thomas        | Boston Bruins         | 2x    | 2009, 2011                               |
|                   |                       |       |                                          |
| Sergej Bobrovskij | Columbus Blue Jackets | 2x    | 2013, 2017                               |

## Volení držitelé (od sezóny 1981/1982)
| Vezina Trophy - (nejlepší brankář) |                      |                       |
| Sezóna                             | Hráč                 | Tým                   |
| 1981–1982                          | Billy Smith          | New York Islanders    |
| 1982–1983                          | Pete Peeters         | Boston Bruins         |
| 1983–1984                          | Tom Barrasso         | Buffalo Sabres        |
| 1984–1985                          | Pelle Lindbergh      | Philadelphia Flyers   |
| 1985–1986                          | John Vanbiesbrouck   | New York Rangers      |
| 1986–1987                          | Ron Hextall          | Philadelphia Flyers   |
| 1987–1988                          | Grant Fuhr           | Edmonton Oilers       |
| 1988–1989                          | Patrick Roy          | Montreal Canadiens    |
| 1989–1990                          | Patrick Roy          | Montreal Canadiens    |
| 1990–1991                          | Ed Belfour           | Chicago Blackhawks    |
| 1991–1992                          | Patrick Roy          | Montreal Canadiens    |
| 1992–1993                          | Ed Belfour           | Chicago Blackhawks    |
| 1993–1994                          | Dominik Hašek        | Buffalo Sabres        |
| 1994–1995                          | Dominik Hašek        | Buffalo Sabres        |
| 1995–1996                          | Jim Carey            | Washington Capitals   |
| 1996–1997                          | Dominik Hašek        | Buffalo Sabres        |
| 1997–1998                          | Dominik Hašek        | Buffalo Sabres        |
| 1998–1999                          | Dominik Hašek        | Buffalo Sabres        |
| 1999–2000                          | Olaf Kölzig          | Washington Capitals   |
| 2000–2001                          | Dominik Hašek        | Buffalo Sabres        |
| 2001–2002                          | José Théodore        | Montreal Canadiens    |
| 2002–2003                          | Martin Brodeur       | New Jersey Devils     |
| 2003–2004                          | Martin Brodeur       | New Jersey Devils     |
| 2004–2005                          | Neudělena pro stávku |                       |
| 2005–2006                          | Miikka Kiprusoff     | Calgary Flames        |
| 2006–2007                          | Martin Brodeur       | New Jersey Devils     |
| 2007–2008                          | Martin Brodeur       | New Jersey Devils     |
| 2008–2009                          | Tim Thomas           | Boston Bruins         |
| 2009–2010                          | Ryan Miller          | Buffalo Sabres        |
| 2010–2011                          | Tim Thomas           | Boston Bruins         |
| 2011–2012                          | Henrik Lundqvist     | New York Rangers      |
| 2012–2013                          | Sergej Bobrovskij    | Columbus Blue Jackets |
| 2013–2014                          | Tuukka Rask          | Boston Bruins         |
| 2014–2015                          | Carey Price          | Montreal Canadiens    |
| 2015–2016                          | Braden Holtby        | Washington Capitals   |
| 2016–2017                          | Sergej Bobrovskij    | Columbus Blue Jackets |
| 2017–2018                          | Pekka Rinne          | Nashville Predators   |
| 2018–2019                          | Andrej Vasilevskij   | Tampa Bay Lightning   |
| 2019–2020                          | Connor Hellebuyck    | Winnipeg Jets         |
| 2020–2021                          | Marc-André Fleury    | Vegas Golden Knights  |
| 2021–2022                          | Igor Šesťorkin       | New York Rangers      |
| 2022–2023                          | Linus Ullmark        | Boston Bruins         |
| 2023–2024                          | Connor Hellebuyck    | Winnipeg Jets         |
| 2024–2025                          | Connor Hellebuyck    | Winnipeg Jets         |
| Zdroj na eliteprospects.com        |                      |                       |

## Držitelé před změnou stanov Vezinovy trofeje (před sezónou 1981/1982)
| Sezóna    | Hráč                                           | Tým                                     |
| --------- | ---------------------------------------------- | --------------------------------------- |
| 1926–1927 | George Hainsworth                              | Montreal Canadiens                      |
| 1927–1928 | George Hainsworth                              | Montreal Canadiens                      |
| 1928–1929 | George Hainsworth                              | Montreal Canadiens                      |
| 1929–1930 | Tiny Thompson                                  | Boston Bruins                           |
| 1930–1931 | Roy Worters                                    | New York Americans                      |
| 1931–1932 | Charlie Gardiner                               | Chicago Blackhawks                      |
| 1932–1933 | Tiny Thompson                                  | Boston Bruins                           |
| 1933–1934 | Charlie Gardiner                               | Chicago Blackhawks                      |
| 1934–1935 | Lorne Chabot                                   | Chicago Blackhawks                      |
| 1935–1936 | Tiny Thompson                                  | Boston Bruins                           |
| 1936–1937 | Normie Smith                                   | Detroit Red Wings                       |
| 1937–1938 | Tiny Thompson                                  | Boston Bruins                           |
| 1938–1939 | Frank Brimsek                                  | Boston Bruins                           |
| 1939–1940 | David Kerr                                     | New York Rangers                        |
| 1940–1941 | Turk Broda                                     | Toronto Maple Leafs                     |
| 1941–1942 | Frank Brimsek                                  | Boston Bruins                           |
| 1942–1943 | Johnny Mowers                                  | Detroit Red Wings                       |
| 1943–1944 | Bill Durnan                                    | Montreal Canadiens                      |
| 1944–1945 | Bill Durnan                                    | Montreal Canadiens                      |
| 1945–1946 | Bill Durnan                                    | Montreal Canadiens                      |
| 1946–1947 | Bill Durnan                                    | Montreal Canadiens                      |
| 1947–1948 | Turk Broda                                     | Toronto Maple Leafs                     |
| 1948–1949 | Bill Durnan                                    | Montreal Canadiens                      |
| 1949–1950 | Bill Durnan                                    | Montreal Canadiens                      |
| 1950–1951 | Al Rollins                                     | Toronto Maple Leafs                     |
| 1951–1952 | Terry Sawchuk                                  | Detroit Red Wings                       |
| 1952–1953 | Terry Sawchuk                                  | Detroit Red Wings                       |
| 1953–1954 | Harry Lumley                                   | Toronto Maple Leafs                     |
| 1954–1955 | Terry Sawchuk                                  | Detroit Red Wings                       |
| 1955–1956 | Jacques Plante                                 | Montreal Canadiens                      |
| 1956–1957 | Jacques Plante                                 | Montreal Canadiens                      |
| 1957–1958 | Jacques Plante                                 | Montreal Canadiens                      |
| 1958–1959 | Jacques Plante                                 | Montreal Canadiens                      |
| 1959–1960 | Jacques Plante                                 | Montreal Canadiens                      |
| 1960–1961 | Johnny Bower                                   | Toronto Maple Leafs                     |
| 1961–1962 | Jacques Plante                                 | Montreal Canadiens                      |
| 1962–1963 | Glenn Hall                                     | Chicago Blackhawks                      |
| 1963–1964 | Charlie Hodge                                  | Montreal Canadiens                      |
| 1964–1965 | Johnny Bower, Terry Sawchuk                    | Toronto Maple Leafs                     |
| 1965–1966 | Gump Worsley, Charlie Hodge                    | Montreal Canadiens                      |
| 1966–1967 | Denis DeJordy, Glenn Hall                      | Chicago Blackhawks                      |
| 1967–1968 | Rogatien Vachon, Gump Worsley                  | Montreal Canadiens                      |
| 1968–1969 | Glenn Hall, Jacques Plante                     | St. Louis Blues                         |
| 1969–1970 | Tony Esposito                                  | Chicago Blackhawks                      |
| 1970–1971 | Eddie Giacomin, Gilles Villemure               | New York Rangers                        |
| 1971–1972 | Tony Esposito, Gary Smith                      | Chicago Blackhawks                      |
| 1972–1973 | Ken Dryden                                     | Montreal Canadiens                      |
| 1973–1974 | Tony Esposito, Bernie Parent                   | Chicago Blackhawks, Philadelphia Flyers |
| 1974–1975 | Bernie Parent                                  | Philadelphia Flyers                     |
| 1975–1976 | Ken Dryden                                     | Montreal Canadiens                      |
| 1976–1977 | Ken Dryden, Michel Larocque                    | Montreal Canadiens                      |
| 1977–1978 | Ken Dryden, Michel Larocque                    | Montreal Canadiens                      |
| 1978–1979 | Ken Dryden, Michel Larocque                    | Montreal Canadiens                      |
| 1979–1980 | Don Edwards, Bob Sauve                         | Buffalo Sabres                          |
| 1980–1981 | Denis Herron, Michel Larocque, Richard Sevigny | Montreal Canadiens                      |